# Деккер, Томас (актёр)
То́мас Алекса́ндр Де́ккер (англ. Thomas Alexander Dekker; род. 28 декабря 1987, Лас-Вегас, Невада, США) — американский актёр и музыкант.

## Ранние годы
Деккер родился в Лас-Вегасе, Невада в семье голландца Дэвида Эллиса Джона Деккера и валлийки Хилари Уилльямс. Его мать была пианисткой, актрисой и певицей, а отец художником и оперным певцом. Его дедом по материнской линии был известный британский радиоведущий Дэвид Алан Уильямс. В детстве Томас ездил по всему миру вместе со своими родителями. Он жил в Канаде, Германии, Нью-Йорке, Лондоне, Париже. У него есть сводная сестра Диана и сводный брат Эрик.

## Карьера
Деккер воспитывался в семье, тесно связанной с музыкой и поэтому начал сочинять собственные композиции в довольно раннем возрасте — приблизительно с 10 лет, во время проживания в Канаде. В возрасте пятнадцати лет он заключил сделку со студией звукозаписи, однако после того как почувствовал, что его привлекают к исполнению музыки не того жанра, который ему больше всего нравится, он разорвал сделку и решил сконцентрироваться на сочинении своей собственной музыки. В шестнадцать лет, Деккер начал писать и продюсировать собственную музыку в классическом стиле под влиянием электроники, которую он описал как «Электрофолк». Его первый альбом, Psyanotic, был выпущен 7 июля 2008 года, и Томас уже начал работать над вторым. Некоторые из музыкальных композиций Деккера размещены на его персональной странице на MySpace.
Также Деккер с детства снимается в кино и на телевидении. Он озвучивал Файвела Мышкевича, главного персонажа в мультфильмах «Американская история 3: Сокровища острова Манхэттен» и «Американская история 4: Загадка ночи» и Литтлфута в мультфильмах серии «Земля до начала времён». В 2008—2009 годах он исполнял роль Джона Коннора в телесериале «Терминатор: Битва за будущее», в 2011—2012 годах играл одну из главных ролей Адама Конанта в сериале «Тайный круг», но проект не увенчался успехом и его закрыли после дебютного сезона.

## Личная жизнь
Деккер веган. В 2011 году признался, что в детстве подвергался сексуальным домогательствам. Будучи подростком Деккер был металлистом и часто имел проблемы с полицией Лас-Вегаса.
Деккер попал в автомобильную аварию 15 октября 2009 года в Лос-Анджелесе, когда он сбил 17-летнего велосипедиста, готовящегося к гонке на автостраде Сан Фернандо Вэлли. В момент столкновения актёр находился в состоянии алкогольного опьянения. Пострадавший не получил серьёзных травм, поэтому вскоре после инцидента Томас был освобожден под залог в размере 100 000 долларов США (61 072 фунтов стерлингов).
В июле 2017 года Деккер признался в гомосексуальной ориентации, и что с апреля того же года он состоит в браке с канадским актёром-одногодкой Джесси Хэддоком.

## Фильмография
| Год       |     | Русское название                                     | Оригинальное название                              | Роль                    |
| --------- | --- | ---------------------------------------------------- | -------------------------------------------------- | ----------------------- |
| 1993      | с   | Молодые и дерзкие                                    | The Young and the Restless                         | Филип Чанселлор IV      |
| 1994      | с   | Няня                                                 | The Nanny                                          | сын Джея Би Бингингтона |
| 1994      | с   | Скорая помощь                                        | ER                                                 | Джимми Эдмондс          |
| 1994      | ф   | Звёздный путь: Поколения                             | Star Trek Generations                              | ребёнок Пикара          |
| 1994—1998 | с   | Сайнфелд                                             | Seinfeld                                           | Бобби / сын             |
| 1995      | ф   | Деревня проклятых                                    | Village of the Damned                              | Давид Макгоуэн          |
| 1995      | с   | Звёздный путь: Вояджер                               | Star Trek: Voyager                                 | Генри Берли             |
| 1996      | с   | Каролина в Нью-Йорке                                 | Caroline in the City                               | юный Ричард             |
| 1997      | с   | —                                                    | The Weird Al Show                                  | сын                     |
| 1997      | мс  | Люди в чёрном                                        | Men in Black: The Series                           | н/д                     |
| 1997      | мс  | Экстремальные охотники за привидениями               | Extreme Ghostbusters                               | н/д                     |
| 1997      | мф  | Земля до начала времён 5: Таинственный остров        | The Land Before Time V: The Mysterious Island      | Литтлфут                |
| 1997—2000 | с   | Дорогая, я уменьшил детей                            | Honey, I Shrunk the Kids: The TV Show              | Ник Залински            |
| 1998      | мф  | Американская история 3: Сокровища острова Манхэттен  | An American Tail: The Treasure of Manhattan Island | Файвел Мышкевич         |
| 1998      | мф  | Земля до начала времён 6: Тайна Скалы Динозавров     | The Land Before Time VI: The Secret of Saurus Rock | Литтлфут                |
| 1999      | мф  | Американская история 4: Загадка ночи                 | An American Tail: The Mystery of the Night Monster | Файвел Мышкевич         |
| 2000      | с   | Прикосновение ангела                                 | Touched by an Angel                                | Деннис                  |
| 2000      | с   | Гросс Пойнт                                          | Grosse Pointe                                      | Десли Чапак             |
| 2000      | мф  | Земля до начала времён 7: Камень Холодного Огня      | The Land Before Time VII: The Stone of Cold Fire   | Литтлфут                |
| 2001      | тф  | —                                                    | Inside the Osmonds                                 | юный Донни              |
| 2001      | мс  | Гриффины                                             | Family Guy                                         | ребёнок в ванной        |
| 2001      | мф  | Земля до начала времён 8: Великая стужа              | The Land Before Time VIII: The Big Freeze          | Литтлфут                |
| 2001—2003 | мс  | Приключения Джеки Чана                               | Jackie Chan Adventures                             | юный Валмонт            |
| 2002      | мс  | Мумия                                                | The Mummy: The Animated Series                     | Саймон Монтгомери       |
| 2002      | с   | Семейное дело                                        | Family Affair                                      | Джереми                 |
| 2002      | мф  | Земля до начала времён 9: Путешествие к Большой Воде | The Land Before Time IX: Journey to Big Water      | Литтлфут                |
| 2003      | с   | —                                                    | Run of the House                                   | Сет                     |
| 2003      | мс  | —                                                    | Filmore!                                           | разные персонажи        |
| 2003      | с   | Бостонская школа                                     | Boston Public                                      | Джулиен Макнил          |
| 2004      | с   | C.S.I.: Место преступления                           | CSI: Crime Scene Investigation                     | Джимми Джонс            |
| 2005      | с   | Седьмое небо                                         | 7th Heaven                                         | Винсент                 |
| 2005      | тф  | Школьные секреты                                     | Campus Confidential                                | Бретт                   |
| 2006      | с   | Доктор Хаус                                          | House, M.D.                                        | Бойд                    |
| 2006      | кор | —                                                    | Simple Joys                                        | Стивен                  |
| 2006      | с   | Акула                                                | Shark                                              | Бен Ченнинг             |
| 2006—2007 | с   | Герои                                                | Heroes                                             | Зак                     |
| 2007      | кор | Военная молитва                                      | The War Prayer                                     | певец                   |
| 2008      | ф   | Изнутри                                              | From Within                                        | Эйдан                   |
| 2008      | ф   | Шлюшка                                               | Whore                                              | Том                     |
| 2008      | с   | —                                                    | IQ-145                                             | Нейт Палмер             |
| 2008—2009 | с   | Терминатор: Битва за будущее                         | Terminator: The Sarah Connor Chronicles            | Джон Коннор             |
| 2009      | ф   | Похороненная                                         | Laid to Rest                                       | Томми                   |
| 2009      | ф   | Мой ангел-хранитель                                  | My Sister’s Keeper                                 | Тейлор Амброуз          |
| 2009      | мс  | Гленн Мартин                                         | Glenn Martin DDS                                   | н/д                     |
| 2010      | ф   | Кошмар на улице Вязов                                | A Nightmare On Elm Street                          | Джесси Браун            |
| 2010      | ф   | Всё о зле                                            | All About Evil                                     | Стивен                  |
| 2010      | ф   | Ба-бах                                               | Kaboom                                             | Смит                    |
| 2011      | с   | Жуткий фильм Эльвиры                                 | Elvira’s Movie Macabre                             | Эрик / Джек Шемански    |
| 2011—2012 | с   | Тайный круг                                          | The Secret Circle                                  | Адам Конант             |
| 2011      | ф   | Герб ангелов                                         | Angels Crest                                       | Итан                    |
| 2011      | тф  | Правдивое кино                                       | Cinema Verite                                      | Лэнс Лауд               |
| 2011      | ф   | Похороненная 2                                       | Laid to Rest 2                                     | Томми                   |
| 2011      | ф   | Вечные земли                                         | Foreverland                                        | Бобби                   |
| 2012      | ф   | —                                                    | The Good Lie                                       | Каллен Фрэнсис          |
| 2013      | ф   | Проникновение в опасный разум                        | Enter the Dangerous Mind                           | Джейк Уитман            |
| 2013      | ф   | Зажги меня                                           | Plush                                              | Джек                    |
| 2014      | в   | Поселенцы                                            | Squatters                                          | Джонас                  |
| 2014      | ф   | —                                                    | The Palmer Supremacy                               | Нейт Палмер             |
| 2014      | ф   | Белый город                                          | The White City                                     | Кайл                    |
| 2014      | ф   | Клиника страха                                       | Fear Clinic                                        | Блейк                   |
| 2014      | ф   | Перенесение                                          | Transference                                       | Джейкоб                 |
| 2014      | ф   | Мой одиннадцатый                                     | My Eleventh                                        | н/д                     |
| 2015      | с   | Бэкстром                                             | Backstrom                                          | Грегори Валентайн       |
| 2016      | ф   | Современная любовь                                   | Do You Take This Man                               | Брэдли                  |
| 2016      | ф   | Добро пожаловать в Уиллитс                           | Welcome to Willits: After Sundown                  | Клаус                   |
| 2018      | ф   | —                                                    | Once Upon a Superhero                              | Тито                    |
| 2019      | ф   | Мисс Пуля                                            | Miss Bala                                          | визажист                |
| 2019      | кор | —                                                    | Andy’s Song                                        | Энди                    |
| 2021      | ф   | Денежная игла                                        | Body Brokers                                       | Джеко                   |
| 2021      | ф   | Экстренный вызов                                     | Blue Call                                          | Дерек                   |